# Флорариум
Флора́риум, расти́тельный терра́риум — специальная закрытая ёмкость, изготовленная из стекла или других прозрачных материалов и предназначенная для содержания и разведения растений. Внутри создаются определённая влажность воздуха и температура. Часто используется для выращивания прихотливых тропических растений.
Флорариумы появились в середине XIX века. Первыми растениями, которые стали использоваться во флорариумах, были различные виды папоротников.
Флорариумы могут быть различными не только по форме и размеру, но и размещаться в виде композиций из нескольких сосудов с растениями в одном месте. Изготавливают такие террариумы из цельного стекла и пластика — как заводским методом, так и при помощи подручных средств и утвари: вышедших из строя ламп накаливания, декоративных ваз и лабораторных колб или шаровидных аквариумов. Отверстие ёмкости сверху заужено или закрыто. Существуют также флорариумы, визуально напоминающие аквариумы. Внутри создаются растительные композиции, напоминающие внешне естественные природные ландшафты. Флорариумы бывают настольными, напольными, настенными и подвесными.
Важным условием для флорариумов является поддержание определённой постоянной температуры и влажности внутри. Дополнительное освещение и обогрев осуществляются специализированным оборудованием.